# Kevin Mitnick
Kevin David Mitnick, detto Condor (Los Angeles, 6 agosto 1963 – Las Vegas, 16 luglio 2023), è stato un programmatore e hacker statunitense, che si è distinto per avere introdotto la tecnica dell'IP spoofing e per le sue notevoli capacità nell'ingegneria sociale, avendo eseguito alcune tra le più ardite incursioni nei computer del governo degli Stati Uniti.
Catturato, è stato condannato a svariati anni di carcere. Il suo arresto e il trattamento subito in prigione hanno sollevato ampie controversie.

## Biografia
Nato in California, durante l'adolescenza si interessò di radio amatoriali e in seguito di computer e modem. Iniziò a fare cracking e scelse come soprannome "Condor" dopo aver visto il film I tre giorni del Condor.
Secondo le sue memorie, nel 1980, a 17 anni, subì la prima condanna penale per furto di manuali informatici; altre condanne minori seguirono nel 1983 e nel 1987. Nel 1988 fu arrestato per essere entrato illegalmente nel network di computer della Digital Equipment Corporation.
Negli anni novanta iniziò a introdursi illegalmente nei sistemi informatici di società sempre più grandi, sfruttando numerosi bug dei loro sistemi informatici, e soprattutto utilizzando la tecnica cosiddetta di ingegneria sociale, cioè acquisendo informazioni riservate direttamente dalle persone coinvolte, dopo averne guadagnato la fiducia con l'inganno.
L'FBI si mise sulle sue tracce dopo un ulteriore episodio di cracking ai danni di Pacific Bell. Mitnick ne venne a conoscenza e spiò le loro comunicazioni, in modo da poter sfuggire alla cattura, quando erano sul punto di prenderlo.
Fu tra i primi a utilizzare la tecnica dell'IP spoofing, che permette di rendere non rintracciabile il computer da cui si sta lavorando. Con questo sistema attaccò la rete di calcolatori di Tsutomu Shimomura, esperto di sicurezza informatica, con sede a San Diego. Shimomura collaborò con l'FBI per trovare Mitnick.
Il 15 febbraio 1995 Mitnick fu arrestato. Condannato a 3 anni e 10 mesi di prigione, fu rimesso in libertà nel gennaio 2000, con l'obbligo di astenersi da qualsiasi mezzo di comunicazione elettronica, tranne il telefono, fino al 21 gennaio 2003.
L'arresto fu al tempo oggetto di intensi dibattiti. I suoi sostenitori, spesso appartenenti alla cultura hacker, ritennero la condanna eccessiva e non commisurata ai danni inflitti.
Nel 2000 Mitnick diviene amministratore delegato dell'azienda di consulenza e sicurezza informatica Mitnick Security Consulting LLC.
Il 16 luglio 2023, poche settimane prima di compiere 60 anni, muore di cancro al pancreas, di cui era malato da oltre un anno. Al momento della morte era sposato dal 2022 e lasciava la moglie Kimberley, incinta del loro primo figlio.

## Media
Nel 2000 esce nelle sale il film Takedown, ispirato a Mitnick e tratto dal libro di Tsutomu Shimomura e John Markoff, Take-down: The Pursuit and Capture of America's Most Wanted Computer Outlaw—By the Man Who Did It. Secondo molti, il film non rispecchia in modo fedele i fatti avvenuti. Lo stesso Mitnick ha affermato che film e libro non offrono una descrizione fedele degli eventi.
Nel 2001, in risposta a Takedown, esce il documentario Freedom Downtime. The Story Of Kevin Mitnick, curato dalla redazione di 2600: The Hacker Quarterly.
Nel 2003, edito Feltrinelli, esce in Italia il libro L'arte dell'inganno scritto da Mitnick assieme a William L. Simon, dove sono descritti diversi use-cases in merito all'ingegneria sociale allo scopo di poter stabilire dei protocolli di sicurezza offensiva. Nel 2006 esce il secondo libro, edito ancora da Feltrinelli scritto sempre in collaborazione con William L. Simon, dal titolo L'arte dell'intrusione. 
Nel 2016 esce il documentario Lo and Behold - Internet: il futuro è oggi, diretto dal regista Werner Herzog, in cui Mitnick compare assieme ad altri esperti di informatica.

## Opere
Tutti i libri sono stati scritto da Kevin Mitnick in collaborazione con William L. Simon.
- L'arte dell'inganno, 2002
- L'arte dell'intrusione, 2005
- Il fantasma nella rete, 2011
- L'arte dell'invisibilità, 2017